# Font Hipocrene

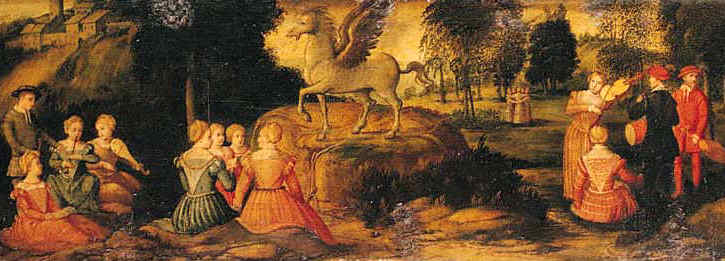
Romanino, Pegàs i les Muses 1540

La Font Hipocrene (en grec antic Ἱπποκρήνη, "la font del cavall") era una font situada a l'Helicó, prop del bosc sagrat de les muses. Quan el cavall Pegàs es trobava en aquell indret, va picar el terra amb la peülla i va brollar una font, Hipocrene.
Era al seu entorn que les muses es reunien per cantar i ballar, ja que es deia que era una aigua màgica que portava la inspiració als qui la bevien. Hipocrene ha esdevingut una imatge comuna en l'art com a símbol d'inspiració.
Pausànias diu que a Trezen també hi havia una Font del Cavall, originada igualment per Pegàs.